# Teroristický útok v Marrákeši

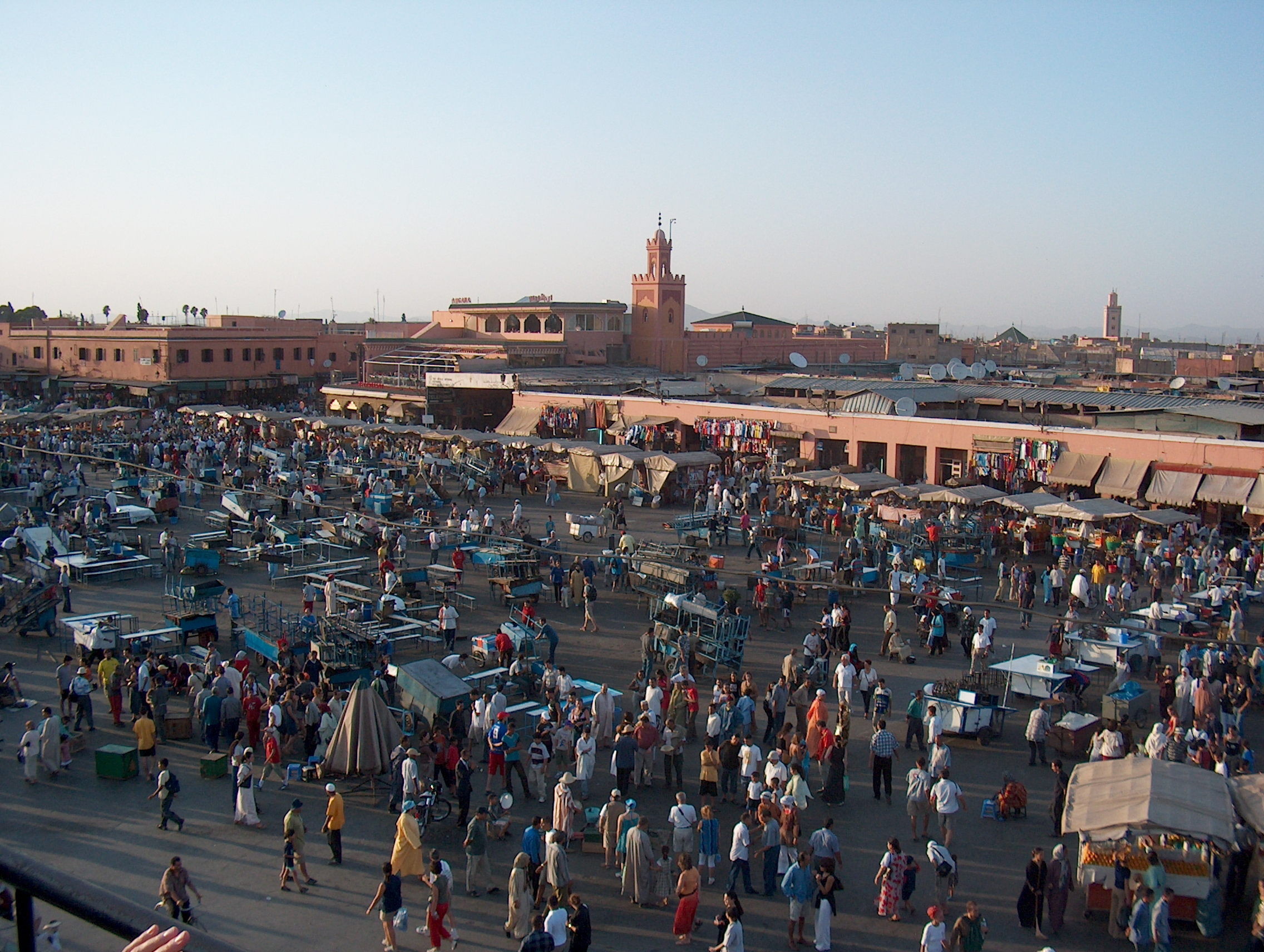
Marrakéšského náměstí Džamá el-Fná, v pozadí kavárna Café Argana

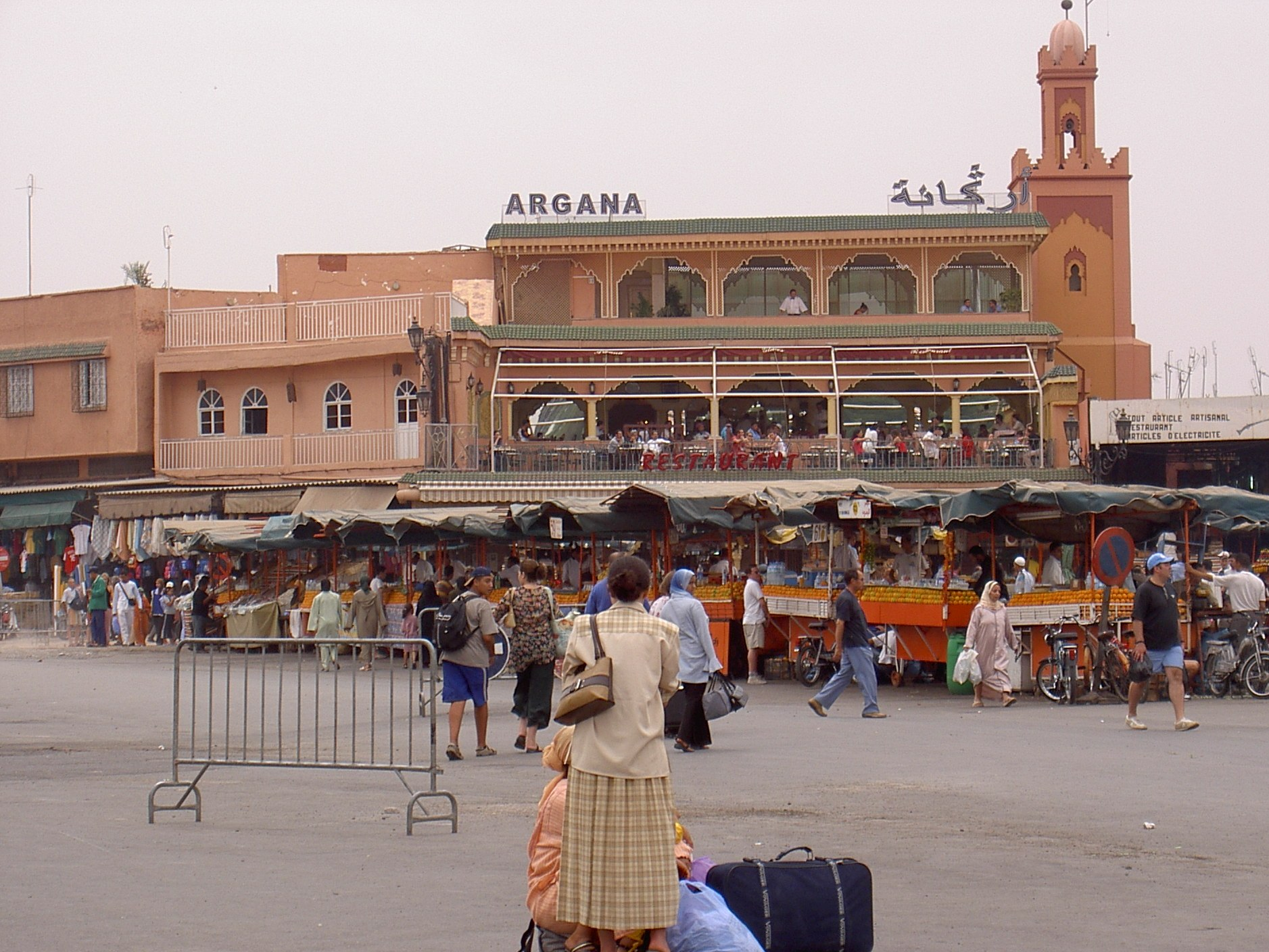
Kavárna Café Argana (2004)

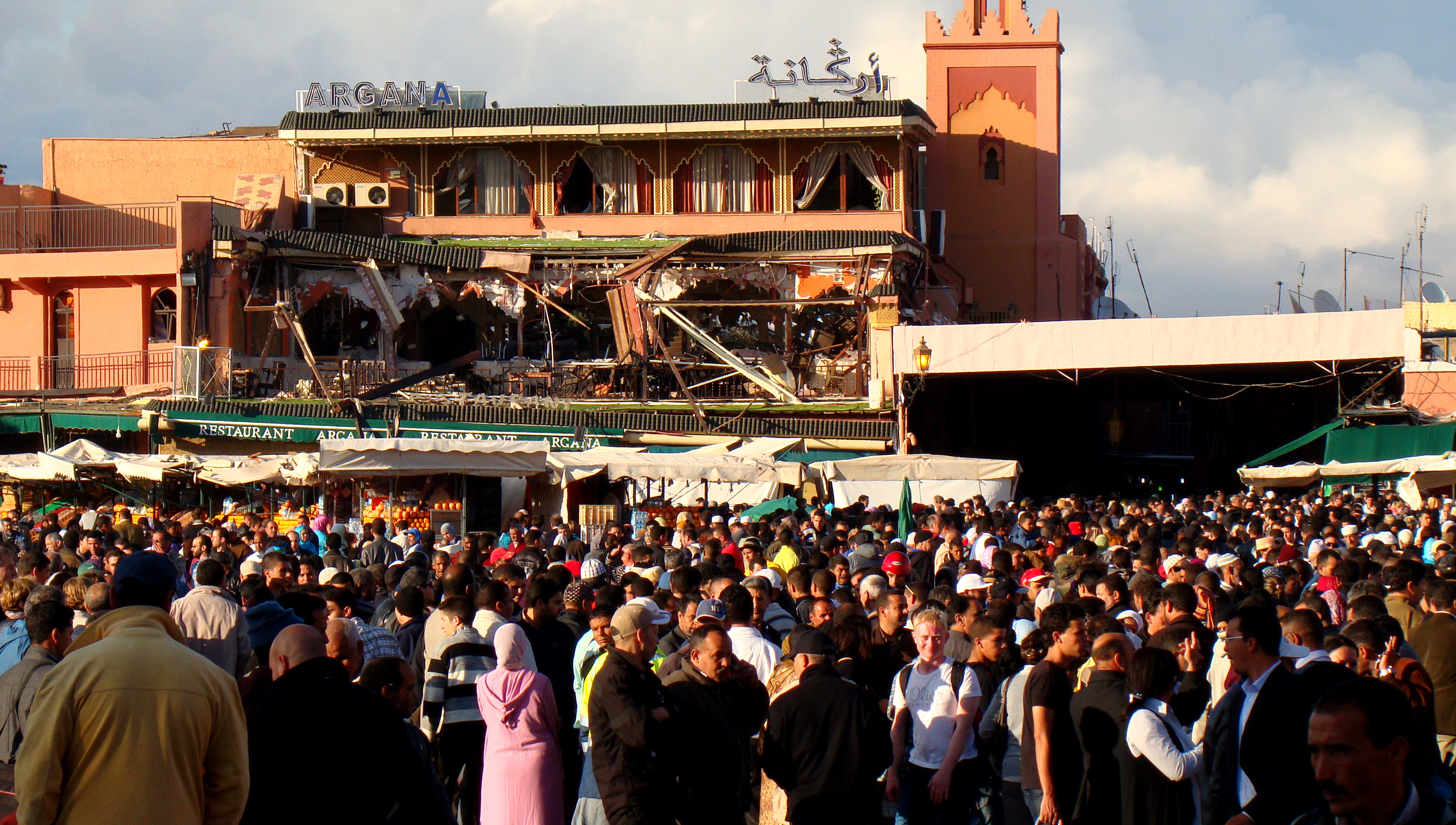
Kavárna po bombovém útoku

Teroristický útok v Marrákeši byl teroristický útok ve čtvrtém největším městě Maroka Marrákeši 28. dubna 2011 v 11.50 místního času. Zahynulo při něm 17 lidí a další byli zraněni.

## Průběh útoku
Teroristický útok na kavárnu Café Argana umístěnou v turisty navštěvovaném náměstí Džamá el-Fná byl pravděpodobně sebevražedným útokem. Po teroristickém útoku v roce 2003 v Casablance se jedná o nejzávažnější útok v severoafrickém království. Exploze zcela zničila přízemí a terasu prvního patra budovy kavárny. Na začátku se podařilo z trosek vyprostit 14 mrtvých, z toho 11 cizinců a 23 zraněných. Vláda Maroka nejprve vycházela ze scénáře nehody.

## Mezinárodní reakce
Rada bezpečnosti OSN tento čin odsoudila.